# Administración de Seguridad y Salud Ocupacional
La Administración de Seguridad y Salud Ocupacional (Occupational Safety and Health Administration, OSHA) es una agencia del Departamento de Trabajo de los Estados Unidos. El congreso estableció la agencia bajo la Ley de la seguridad y salud ocupacional, firmada por el presidente Richard M. Nixon el 29 de diciembre de 1970. La misión de OSHA es "asegurar condiciones de trabajo seguras y saludables para los hombres y mujeres trabajadores mediante el establecimiento y aplicación de normas, y mediante la capacitación, divulgación, educación y asistencia". La agencia también se encarga de hacer cumplir diversas leyes y reglamentos relativos a denunciantes. Actualmente, la encabeza el Secretario Auxiliar del Trabajo, David Michaels.
OSHA se formó oficialmente el 28 de abril de 1971, el día en que la Ley OSH se hizo efectiva. George Guenther fue nombrado como el primer director de la agencia.

## Cobertura OSHA
La Ley OSHA cubre a la mayor parte de los empleadores y trabajadores del sector privado, así como a algunos del sector público en los 50 estados de Estados Unidos y en ciertos territorios y jurisdicciones situados bajo la autoridad federal. Las jurisdicciones son District of Columbia, Puerto Rico, Virgin Islands, American Samoa, Guam, Northern Mariana Islands, Wake Island, Johnston Island y las tierras de Outer Continental Shelf.
Empleados del sector privado
OSHA cubre a la mayor parte de los empleadores del sector privado en los 50 estados y en otras jurisdicciones de Estados Unidos, ya sea directamente mediante la OSHA federal o a través de un plan OSHA aprobado por cada estado.
Los planes de estado son programas de seguridad de trabajo y de salud, aprobados por OSHA y operados por los estados en lugar de la administración federal OSHA. Esta aprueba y monitorea todos los planes de estado, proporcionando asimismo el cincuenta por ciento de los fondos para cada programa. Los programas operados por los estados deben ser igual de efectivos que los programas federales.
Los siguientes estados o territorios tienen programas de estado aprobados por OSHA: Alaska, Arizona, California, Hawái, Indiana, Iowa, Kentucky, Maryland, Míchigan, Minnesota, Nevada, Nuevo México, Carolina del Norte, Oregón, Puerto Rico, Carolina del Sur, Tennessee, Utah, Vermont, Virginia, Washington y Wyoming.
La administración federal OSHA da cobertura a ciertos lugares de trabajo excluidos de los programas de estado. Por ejemplo, cubre el trabajo en industrias marítimas y en bases militares.
Gobiernos estatales y locales
Los trabajadores de agencias estatales y locales no están cubiertos por la OSHA federal, pero tienen la protección de la Ley OSH si trabajan en estados que cuenten con programas aprobados de estado OSHA. Las reglas OSHA también permiten a los estados y territorios desarrollar planes que cubran solamente a los trabajadores del sector público. En estos casos, los trabajadores del sector privado y los empleadores permanecen bajo la jurisdicción de la OSHA federal. Cinco estados y un territorio de los Estados Unidos cuentan con un plan de estado OSHA que cubre a los trabajadores del sector público exclusivamente: Connecticut, Illinois, Maine, Nueva Jersey, New York y Virgin Islands.
Agencias del gobierno federal
La protección OSHA aplica a todas las agencias federales. La sección 19 de la Ley OSH hace a los dirigentes de agencias federales responsables de proveer condiciones de salud y seguridad en el trabajo a los trabajadores. OSHA realiza inspecciones en las instalaciones federales en respuesta a los reportes levantados por trabajadores de los peligros bajo programas relativos a los lugares de trabajo de alto riesgo federales.
Las agencias federales tienen que tener programas de seguridad y salud que cumplan con las mismas normas que los empleadores privados. OSHA aplica "multas virtuales" a las agencias federales luego de encontrar alguna irregularidad en la inspección previa. Además, OSHA emite un comunicado de prensa indicando la magnitud que tendría la multa si la agencia federal fuera un empleador del sector privado. De acuerdo con una enmienda de 1998, la Ley OSH cubre al U.S. Postal Service como a cualquier empleador del sector privado.
No cubierto por la Ley OSH
Los trabajadores por cuenta propia, los familiares directos de los empleadores agrícolas y los riesgos de trabajo regulados por otras agencias federales (por ejemplo, la Administración de Salud y Seguridad Minera, el Department of Energy y Coast Guard).

## Derechos y responsabilidades bajo la ley OSHA
Los empleadores tienen la responsabilidad de proveer un lugar de trabajo seguro.
Por ley, empleadores deben proveer a los trabajadores lugares de trabajo que no cuenten con riesgos y que sigan los estándares OSHA de seguridad y salud. Los empleadores deben encontrar y corregir los problemas de seguridad y salud. Además, OSHA requiere que los empleadores primero traten de eliminar o reducir los riesgos haciendo cambios factibles en las condiciones de trabajo, en vez de confiar en el equipo de protección, como guantes, máscaras o tapones de oídos. Además, son ejemplos de maneras efectivas de reducir riesgos: cambiar a químicos más seguros, adjuntar procesos que contengan gases nocivos, o usar sistemas de ventilación para que limpien el aire. 
Los empleadores deben:
- Informar a los trabajadores sobre riesgos químicos, mediante la capacitación, etiquetación, alarmas, sistemas de códigos de colores, hojas de información química, entre otros métodos.
- Proveer una capacitación segura en un lenguaje y vocabulario fácil de comprender.[7]
- Llevar registros congruentes de lesiones y enfermedades por trabajo.
- Realizar pruebas en los lugares de trabajo, como pruebas del aire requeridas por los estándares OSHA.
- Proveer el equipo requerido de protección personal sin ningún costo a los trabajadores.[8][9]
- Proveer pruebas de audición y otros exámenes médicos cuando sean requeridos por la OSHA.
- Publicar las citaciones de OSHA y, anualmente, publicar resúmenes de enfermedades y riesgos, en un lugar visible para los trabajadores.[10][11]
- Notificar a OSHA de cualquier fatalidad en el trabajo, en un periodo de 8 horas. Notificar en 24 horas todo tipo de hospitalización, amputaciones o pérdidas de ojos, relacionados con el trabajo.(1-800-321-OSHA [6742]).
- Publicar en un lugar bien visible el póster oficial de OSHA “Job Safety and Health – It’s the Law”, que describe los derechos y las responsabilidades que se derivan de la Ley OSH.
- No tomar represalias o discriminar a los trabajadores[12] por usar sus derechos, incluyendo el derecho de reportar las lesiones y enfermedades por trabajo.

Los trabajadores tienen el derecho a:
- Condiciones de trabajo que no supongan riesgos.
- Cumplimentar una solicitud confidencial para que la OSHA inspeccione el lugar de trabajo.[14]
- Recibir información y capacitación sobre peligros, métodos para evitar riesgos, y los estándares OSHA aplicables a sus lugares de trabajo. La información y capacitación tiene que estar en un lenguaje y en vocabulario comprensible para los trabajadores.
- Recibir copias de los registros de las lesiones y enfermedades relacionadas con el trabajo que han ocurrido en los lugares de trabajo.
- Recibir copias de los resultados de los exámenes y monitoreos hechos para encontrar los riesgos en los lugares de trabajo.
- Recibir copias de los expedientes médicos.
- Participar en las inspecciones de OSHA y hablar en privado con el inspector.
- Formular una queja a OSHA si han sufrido represalias o discriminación por parte de sus empleadores por haber solicitado alguna inspección, o por haber ejercido algún derecho de la Ley OSH.
- Formular una queja a se han sufrido castigo o represalias por actuar como denunciante, de acuerdo con las 21 leyes federales adicionales para las que OSHA tiene jurisdicción.

Los trabajadores temporales deberán de ser tratados como empleados permanentes. Las agencias de empleo y empleadores anfitrionas comparten una responsabilidad conjunta sobre los trabajadores temporales. Por ello, ambas entidades están obligadas a cumplir con los requisitos de salud y seguridad en el trabajo y para garantizar la seguridad y la salud de los trabajadores. OSHA podría hacer responsables de la violación de cualquier condición tanto al anfitrión como a los empleadores temporales.

## Estándares de salud y seguridad
La Ley OSH otorga a OSHA la autoridad de emitir regulaciones de seguridad y salud en lugares de trabajo. Estas regulaciones incluyen límites en la exposición química peligrosa, acceso a los empleados a información sobre peligros, requisitos para el uso de equipo de protección personal, y requisitos para prevenir peligros y caídas por operar con equipos de trabajo.
Los estándares actuales de construcción, industria general, marítimo y agrícola de OSHA están destinados a proteger a los trabajadores de una amplia gama de riesgos graves. Algunos ejemplos de estándares OSHA son requisitos para los empleadores de: proveer protección en caídas tales como la seguridad con arnés; prevenir derrumbes; prevenir exposición a enfermedades contagiosas; garantizar la seguridad de los trabajadores que entren a áreas restringidas; prevenir exposición a químicos peligrosos; poner seguridad en máquinas peligrosas; proveer respiradores y demás equipamiento de seguridad, y proveer capacitación para trabajos peligrosos en un lenguaje y vocabulario comprensible para los trabajadores.
OSHA establece límites máximos de exposición para proteger a los trabajadores contra los efectos nocivos para la salud de ciertas sustancias, incluidos los límites a la contaminación del aire con sustancias peligrosas. La mayoría de estos límites se introdujeron poco después de la entrada en vigor de la Ley OSH en 1970. La industria ha conseguido evitar la introducción de límites más rigurosos acudiendo a la Justicia, por lo que los límites no se han actualizado desde 1971. Como alternativa, la agencia ha publicado recomendaciones de límites de exposición con la intención de proteger mejor a los trabajadores.
Los empleadores también deben cumplir con la Cláusula de Obligaciones Generales de la Ley OSH. Esta cláusula requiere que los empleadores mantengan los lugares de trabajo libres de riesgos notorios. Se suele citar de forma genérica en aquellos casos en los que no existen estándares específicos de la OSHA.
En sus primeros años de funcionamiento, OSHA podía adoptar regulaciones basadas en los reglamentos de algunas organizaciones de estandarización, tales como la Conferencia Gubernamental de Higiene Industrial Americana, sin tener que pasar por todos los requisitos típicos de la creación de leyes. OSHA tiene autoridad para promulgar estándares que prescriben los métodos legalmente exigibles a los empleadores para proteger a sus trabajadores de peligros. Antes de que la OSHA dicte algún estándar, este debe de pasar por un extenso proceso que incluye un compromiso público, aviso y comentario sustanciales. La agencia debe demostrar que existen riesgos significativos para los trabajadores, y que hay medidas posibles para que los empleadores pueden tomar para protegerlos. 
En el 2000, OSHA promulgó un estándar sobre ergonomía. En marzo de 2001, el congreso votó a favor de la derogación de la norma a través de la Ley de Revisión por el Congreso. La derogación, una de las primeras decisiones legislativas importantes firmadas por el presidente George W. Bush, es el único caso en que el Congreso ha utilizado con éxito la Ley de Revisión por el Congreso para bloquear un reglamento.
Desde el 2001, OSHA ha dictado los siguientes estándares:
2002: Rutas de evacuación, planes de emergencia y planes de prevención de incendios.
2004: Operaciones de buceo comercial
2004: Protección Contra Incendios en Astilleros
2006: La exposición ocupacional a cromo hexavalente
2006: Los factores de protección asignados para Equipos de Protección Respiratoria
2007: Instalación eléctrica estándar
2007: Equipo de Protección Personal de Pago (Aclaración)
2008: Tandem elevadores verticales
2010: Las grúas y torres de perforación en la construcción
2010: Condiciones Generales de Trabajo en Astilleros
2012: Actualización de la Norma de Comunicación de Riesgos
2014: Nuevos registros y requisitos de información para los empleadores
2014: Revisión de la generación, transmisión y distribución de energía eléctrica; equipos de protección eléctrica
2016: Exposición ocupacional a óxidos de silicio cristalinos respirables
2016: Mejora del seguimiento de lesiones y enfermedades en el lugar de trabajo
2016: Actualización de estándares sobre superficies de desplazamiento y trabajo para la industria en general, así como sobre la protección contra caídas

## Aplicación
OSHA es responsable de hacer cumplir sus normas en las entidades reguladas. Los encargados del cumplimiento de seguridad y los oficiales de salud llevan a cabo inspecciones y evalúan las multas por violaciones de los reglamentos. Se prevén inspecciones para lugares de trabajo en industrias especialmente peligrosas. Las inspecciones también pueden ser provocadas por una fatalidad en el lugar de trabajo, múltiples hospitalizaciones, quejas de los trabajadores o de referencias.
OSHA es una agencia pequeña en comparación su misión: con sus socios en cada estado, OSHA cuenta con aproximadamente 2,400 inspectores que cubren más de 8 millones de lugares de trabajo y 130 millones de trabajadores contratados. En el año fiscal 2012 (terminado el 30 de septiembre), OSHA y sus socios en cada estado realizaron más de 83,000 inspecciones de lugares de trabajo a lo largo de Estados Unidos, siendo sólo una fracción de los lugares de trabajo de la nación. De acuerdo a un reporte de AFL-CIO, le llevaría 129 años a OSHA inspeccionar todos los lugares de trabajo.
Imponer el cumplimiento de la ley constituye una parte muy importante de los esfuerzo sde OSHA por reducir las lesiones, enfermedades y fatalidades en el trabajo. Las inspecciones se inician sin previo aviso, y se realizan a través de investigaciones in situ o mediante teléfono o fax. Las realizan oficiales de cumplimiento entrenados y se programan sobre la base de las siguientes prioridades, en orden descendente: peligro inminente; catástrofes – fatalidades u hospitalizaciones; quejas y referencias de los trabajadores; inspecciones específicas debidas a riesgos especiales, a altas tasas de lesiones y al seguimiento de una inspección previa.
Los trabajadores o sus representantes podrán presentar una queja y pedir a OSHA que inspeccione su lugar de trabajo si creen que hay un peligro grave o que su empleador no está siguiendo las normas de OSHA. Los trabajadores y sus representantes tienen el derecho de solicitar una inspección de OSHA sin decirle a su empleador que presentaron tal queja. Es una violación de la Ley OSH para un empleador despedir, degradar, transferir o de cualquier manera discriminar a un trabajador por presentar una queja o hacer uso de algún otro derecho de OSHA.
Cuando un inspector determina violaciones de las normas de OSHA o riesgos graves, OSHA puede emitir citaciones y multas. Una citación comprende los métodos que un empleador puede utilizar para solucionar un problema y la fecha en que las acciones correctivas deben ser completadas.
Las multas de OSHA son muy bajas en comparación con otras agencias gubernamentales. La multa máxima de OSHA por una violación grave o no, es de $13,260 por violación, y la multa máxima por una repetición o violación intencional es de $132,598 por violación. En la determinación del importe de la sanción propuesta, OSHA debe tener en cuenta la gravedad de la presunta violación y el tamaño del empleador de la empresa, la buena fe y el historial de violaciones anteriores. Los empleadores tienen el derecho de impugnar cualquier parte de la citación, incluyendo la negación de que exista tal violación. Por su parte, los trabajadores sólo tienen derecho a impugnar el plazo fijado para resolver problema. Las apelaciones de las citas son escuchadas por la una entidad independiente, la Comisión de Revisión de la Seguridad Ocupacional y la Salud (OSHRC).
OSHA impone el cumplimiento de las reglas a través de sus 10 oficinas regionales y 90 oficinas de zona. Las oficinas regionales de OSHA están localizadas en Boston, Nueva York, Philadelphia, Atlanta, Chicago, Dallas, zona metropolitana de Kansas, Denver, San Francisco, y Seattle.

## Requisitos de informes
Todos los empleadores deben informar de:
1. Todas las fatalidades relacionadas con el trabajo en un periodo de 8 horas.
2. Todas las hospitalizaciones relacionadas con el trabajo, todas las amputaciones y todas las pérdidas de un ojo en un periodo de 24 horas.

Los empleadores pueden reportarlo a OSHA mediante:
1. Llamando a la línea OSHA, que es gratis y confidencial. El número es 1-800-321-OSHA (6742).
2. Llamando a la oficina de área más cercana durante las horas de trabajo.
3. Usando una plataforma en línea específica.

## Requisitos de mantenimiento de registros
El seguimiento e investigación de lesiones y enfermedades laborales desempeñan un papel importante en la prevención de futuras lesiones y enfermedades. Bajo la regulación de registros de OSHA, se exige a ciertos empleadores de industrias de alto riesgo que preparen y mantengan registros de las lesiones y enfermedades ocupacionales graves. Esta información es importante para los empleadores, los trabajadores y para OSHA para la evaluación de la seguridad de un lugar de trabajo, la comprensión de los peligros de la industria, y la introducción de protección laboral para reducir y eliminar los riesgos.
Los empleadores con más de diez empleados y cuyos establecimientos no estén clasificados como industria parcialmente exenta deben registrar lesiones y enfermedades graves relacionadas con el trabajo utilizando los formularios de OSHA 300, 300A y 301. Los formularios de registros, los requisitos y la información sobre exenciones pueden descargarse del sitio web de la OSHA.

## Protección de los denunciantes
OSHA hace cumplir las disposiciones sobre denunciantes de la Ley OSH y otras 21 leyes que protegen a los trabajadores que reportan violaciones de diversas leyes relativas a: aerolíneas, autotransportes comerciales, productos de consumo, medio ambiente, reforma financiera, seguridad alimentaria, reforma de la asistencia sanitaria, energía nuclear, actividades marítimas y de valores financieros. A través de los años, OSHA ha sido la responsable de hacer cumplir las leyes que protegen los derechos de los trabajadores de hablar sin temor a represalias, independientemente de la relación de estas leyes con cuestiones de seguridad y salud en el trabajo.

## Asistencia para el cumplimiento
A lo largo de su historia, OSHA ha desarrollado varios programas de capacitación, asistencia para el cumplimiento, y de reconocimiento de la salud y de la seguridad.
OSHA cuenta con programas de capacitación, de asistencia para el cumplimiento y de reconocimiento de salud y seguridad. El instituto de formación OSHA, que capacita a personal de salud y seguridad de sectores públicos y privados, se fundó en 1972.
En 1978, la agencia inició un programa de becas, actualmente llamado Susan Harwood Training Grant Program, que capacita a trabajadores y empleadores para reducir peligros en el trabajo.
OSHA inició sus programas de protección voluntaria (VPP) en 1982, que otorga el reconocimiento de "lugares de trabajo ejemplares" a aquellos empleadores que cumplen ciertos requisitos. Se trata de empleadores de la industria privada y agencias federales que han implementado programas de gestión de seguridad y salud eficaces, y mantienen las tasas de lesiones y enfermedades por debajo del promedio nacional de sus respectivas industrias. En VPP, la gestión, el trabajo, y la OSHA trabajan en cooperación y de forma proactiva para evitar muertes, lesiones y enfermedades a través de un sistema que centraron en: la prevención de riesgos y el control, análisis de sitio de trabajo, capacitación y compromiso de la dirección y participación de los trabajadores.
El Programa de Consulta en las instalaciones de la OSHA ofrece asesoramiento gratuito y confidencial a las pequeñas y medianas empresas en todos los estados de todo Estados Unidos, dando prioridad a los lugares de trabajo de alto riesgo. Cada año, en respuesta a las peticiones de los pequeños empresarios que buscan crear o mejorar sus programas de gestión de seguridad y salud, el Programa de Consulta de OSHA lleva a cabo más de 29.000 visitas a los lugares de trabajo de pequeñas empresas que cubren más de 1,5 millones de trabajadores en todo el país. Los servicios en los lugares de consulta son independientes de la aplicación y no dan lugar a sanciones o citaciones. Los consultores de agencias estatales o universidades trabajan con los empleadores para identificar los peligros del lugar de trabajo, proporcionan asesoramiento sobre el cumplimiento de las normas de OSHA, y ayudan a establecer programas de gestión de seguridad y salud.
En el marco del programa de consulta, ciertos empleadores ejemplares pueden solicitar la participación en el Programa de Reconocimiento del Logro de Seguridad y Salud de OSHA (SHARP). Para poder participar se requiere, entre otras cosas: recibir una visita de consultas completa y detallada, corregir todos los peligros identificados y desarrollar un programa de seguridad y gestión de la salud eficaz. Los lugares de trabajo que reciben el reconocimiento SHARP están exentos de inspecciones programadas durante el período en que la certificación SHARP sea válida.
OSHA también ofrece asistencia para el cumplimiento a través de sus oficinas nacionales y de área. A través de cientos de publicaciones en diversos idiomas, páginas web sobre seguridad y temas de salud, y a través de la asistencia del personal de cumplimiento, OSHA proporciona información a los empleadores y trabajadores sobre los riesgos específicos y los derechos y responsabilidades impuestos por OSHA.  Se ofrece más información en OSHA Compliance Assistance webpage Archivado el 7 de abril de 2015 en Wayback Machine..

## Efectos
Un estudio de 2012 publicado en la revista Science mostró que las inspecciones aleatorias de lugares de trabajo realizadas por OSHA provocaron una bajada del "9.4% de las tasas de lesiones" y un "26% de reducción en los costos por lesiones" para las empresas inspeccionadas. El estudio no encontró "evidencias de que estas mejoras perjudicaran el empleo, las ventas, la estimación del riesgo crediticio o la supervivencia de las empresas".

## Controversia
Gran parte del debate acerca de las regulaciones de OSHA y las políticas de aplicación gira en torno al costo de las regulaciones y la aplicación, en comparación con el beneficio real de reducción de las lesiones, enfermedad y muerte de los trabajadores. Un estudio de 1995 de varios estándares de OSHA, realizado por la Oficina de Evaluación Tecnológica (OTA), determinó que OSHA "suele utilizar métodos que proveen un fundamento creíble para los hechos relevantes para crear reglamentos". Aunque determinó que los hallazgos y estimaciones de OSHA están "sujetos a fuertes revisión y cuestionamiento", afirmó que es normal porque "las partes interesadas y los expertos implicados en la formulación de reglamentos tienen una visión distinta de las cosas".
OSHA ha sido objeto de numerosas críticas por la ineficacia de sus penas, en particular de sus sanciones penales. La pena máxima es un delito menor, con 6 meses de cárcel. En respuesta a las críticas, OSHA y el Departamento de Justicia han llevado a cabo varios enjuiciamientos penales de alto perfil por violaciones a la Ley OSH. Además, se ha anunciado una iniciativa conjunta de imposición de la ley por OSHA y la Agencia de Protección Ambiental de los Estados Unidos (EPA), teniendo esta última la capacidad de emitir multas mucho más altas que OSHA. A la vez, los representantes demócratas en el Congreso, los sindicatos y los defensores de la seguridad y la salud comunitarios están tratando de revisar la Ley OSH para que se considere un delito grave con penas mucho mayores la comisión de una violación intencionada que resulte en la muerte de un trabajador. Algunos fiscales locales están acusando a ejecutivos de compañías de homicidio y otros delitos graves cuando la negligencia penal conduce a la muerte de un trabajador.
Durante sus más de 40 años de existencia, OSHA ha asegurado sólo 12 condenas penales.
La OSHA ha sido acusada de tardar demasiado en desarrollar nuevas regulaciones. Al hablar sobre OSHA bajo la presidencia de George W. Bush sobre la explosión de polvo combustible, la representante de la Comisión sobre Seguridad Química, Caroly Merritt, dijo: "Lo que más decepciona es esa actitud de no introducir nuevas regulaciones. No quieren irritar a la industria. En algunos casos, hay que irritar a la industria para que cumpla como debe." Por este motivo, las asociaciones industriales y los sindicatos han recurrido a los tribunales para obligar a la OSHA promulgar nuevas normas, como la norma de cromo hexavalente. 